# Josep Pujol (Musiker)
Josep Pujol (* 18. Jahrhundert; † 18. Jahrhundert) war ein katalanischer Komponist und Kapellmeister der Kathedrale von Barcelona.

## Leben und Werk
Josep Pujol ist für das Jahr 1739 als Kapellmeister der Kathedrale von Barcelona nachgewiesen. Er nahm in der Nachfolge von Francesc Valls diese Position ein.
Er war der Zensor der Fragmentos músicos des Dominikaners Bernat Comes, die im gleichen Jahr veröffentlicht wurden. Im Oktober 1759 wurde ein Te Deum von Pujol aufgeführt, um die Ankunft Karls III. in Spanien zu feiern.
Sein kompositorisches Werk wird in der Katalanischen Nationalbibliothek aufbewahrt. Sein Werk umfasst liturgische als auch im weiteren Sinne religiöse Musik. Folgende Werke sind erhalten: Die Messe Gaudent in coelis für acht Stimmen, die Messe Salve Regina für zehn Stimmen, eine weitere Messe für acht Stimmen und ein Planctus in Passione Domini sowie einige Instrumentalwerke. Er komponierte auch mehrere Oratorien darunter Ab arce sublimi (1750), El juicio particular (1770) und La casta Susana (1798).